# Franz Löffler (Politiker)

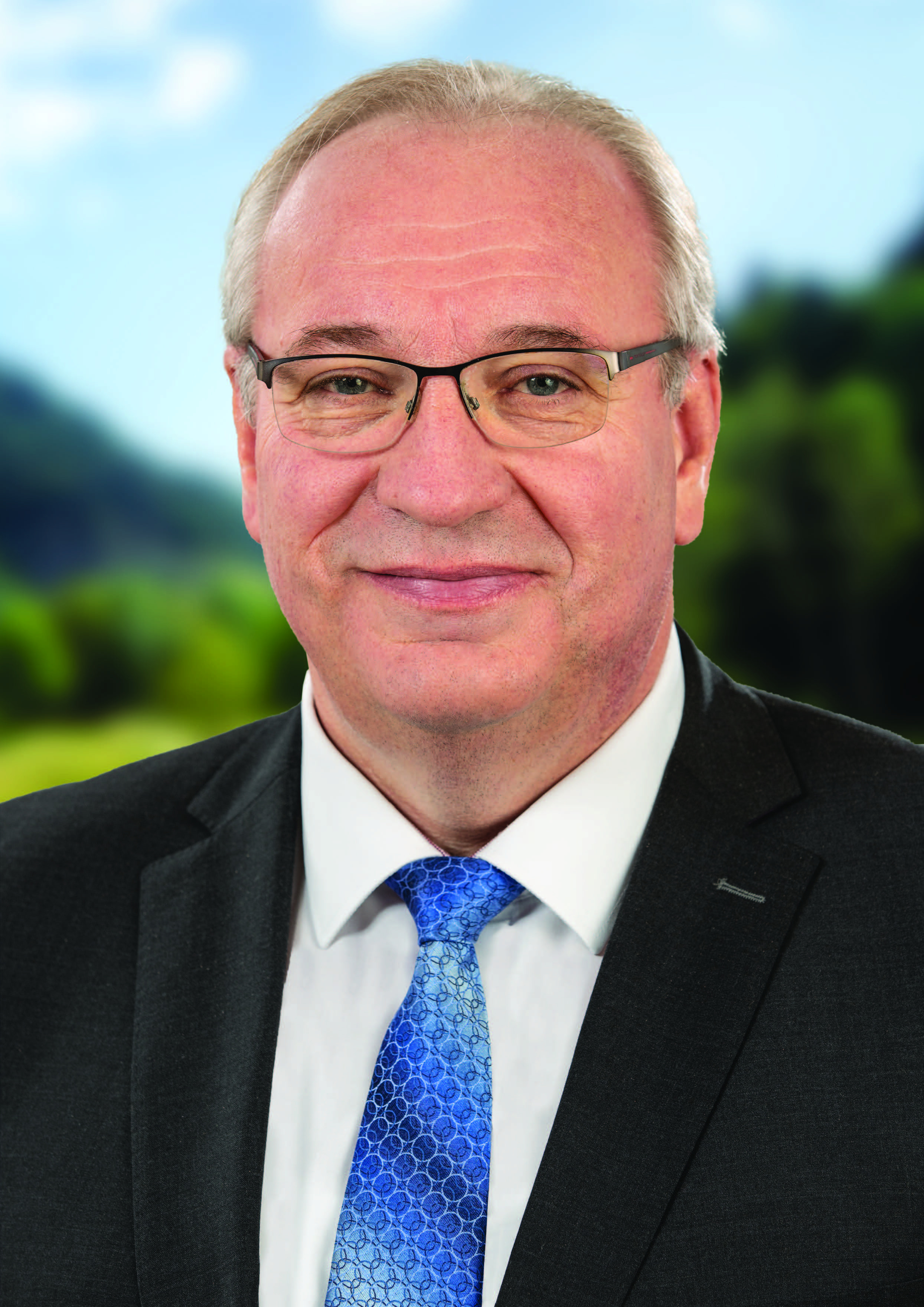
Franz Löffler (2019)

Franz Löffler (* 10. September 1961 in Waldmünchen) ist ein deutscher Politiker (CSU). Am 18. Juli 2010 wurde er zum Landrat des Landkreises Cham gewählt. Er ist Bezirkstagspräsident der Oberpfalz und war bis zu seiner Wahl als Landrat Bürgermeister der Stadt Waldmünchen. Er engagiert sich seit vielen Jahren erfolgreich besonders für die Förderung der Grenzregion Cham (zwischen Bayern und Tschechien), der Jugendarbeit und sozialen Projekten (BRK).

## Leben
Franz Löffler absolvierte nach dem Besuch der Volksschule Waldmünchen und der Maristen-Realschule in Cham die Ausbildung zum Verwaltungsfachwirt. In dieser Funktion war er seit 1977, erst im Landratsamt Cham, dann ab 1980 bei der Stadt Waldmünchen als Standesbeamter und Leiter des Ordnungsamtes beschäftigt. Er ist verheiratet und hat zwei Kinder.

## Politik
Von 2002 bis 2010 war Löffler hauptamtlicher Bürgermeister der Stadt Waldmünchen und Kreisrat im Landkreis Cham. Seit 2003 ist er Bezirksrat des Bezirkes Oberpfalz und seit 2008 Bezirkstagspräsident. Am 16. April 2010 wurde er als Kandidat der CSU für die Nachfolge des bisherigen Landrates Theo Zellner nominiert. Zellner wurde am 15. April 2010 Präsident des Bayerischen Sparkassenverbandes in München und hat deswegen das Amt als Landrat niedergelegt. In der darauffolgenden Wahl wurde Löffler am 18. Juli 2010 zum Landrat des Landkreises Cham gewählt. Bei den Kommunalwahlen 2026 wird Löffler nicht mehr als Landratskandidat antreten.
Löffler war auf Vorschlag der CSU-Fraktion im bayerischen Landtag Mitglied der 17. Bundesversammlung.

## Weitere Tätigkeiten
Die international agierende Einrichtung der Jugendbildungsstätte Waldmünchen baute Franz Löffler als Vorsitzender des Zweckverbandes Jugendhaus Waldmünchen federführend mit auf.
Als Mitglied der Vorstandschaft des Bayerischen Roten Kreuzes (Kreisverbandes Cham) und des Bezirksverbandes Oberpfalz ist er seit vielen Jahren sozial engagiert. Bis 2010 war er als ehrenamtlicher Vorsitzender des Vereins der Trenckfestspiele in Waldmünchen aktiv.
Franz Löffler ist als Mitglied in den Hauptausschuss der Euregio Bayerischer Wald – Böhmerwald eingebunden. In dieser Funktion wurde er auch als Beauftragter der Oberpfalz für diese Europaregion bestellt und engagiert sich besonders für die länderübergreifende Zusammenarbeit und die Stärkung der im Vergleich zu Ballungszentren nicht nur in wirtschaftlichen Belangen schwächeren, an der Euregio beteiligten Randregionen.
Als Vorsitzender der „Tourismusgemeinschaft Waldmünchen Urlaubsland“, als Vorsitzender des „Energievereins Čerchov“ und als Vorsitzender des „Aktionsbündnisses Cerchov“ fördert er seit Jahren erfolgreich kommunale Bürgerinteressen.
Er ist Ehrenmitglied des Oberpfälzer Kulturbundes.

## Ehrungen
- 2018: Bayerischer Verdienstorden[10]